# Zbór Kościoła Chrześcijan Dnia Sobotniego w Żorach
Zbór Kościoła Chrześcijan Dnia Sobotniego w Żorach – zbór chrześcijan dnia sobotniego w Żorach, z siedzibą przy ul. Augustyna Biskupa 36. Zbór liczy ok. 50 osób.